# گیورا اشپیگل
گیورا اشپیگل (به عبری: גיורא שפיגל) هافبک اهل اسرائیل است که از سال ۱۹۶۵ تا ۱۹۸۰ میلادی عضو تیم ملی فوتبال اسرائیل بوده و در ۴۴ بازی ملی حضور داشته‌است. گیورا اشپیگل توانسته در بازی‌های ملی، ۱۸ گل به ثمر برساند.